# Dömitz
Dömitz (plattdeutsch Döms) ist eine Landstadt im Landkreis Ludwigslust-Parchim des Landes Mecklenburg-Vorpommern (Deutschland). Sie ist Verwaltungssitz des Amtes Dömitz-Malliß, dem weitere sechs Gemeinden angehören. Die Stadt ist ein Grundzentrum und Teil der Metropolregion Hamburg.

## Geografie

### Lage

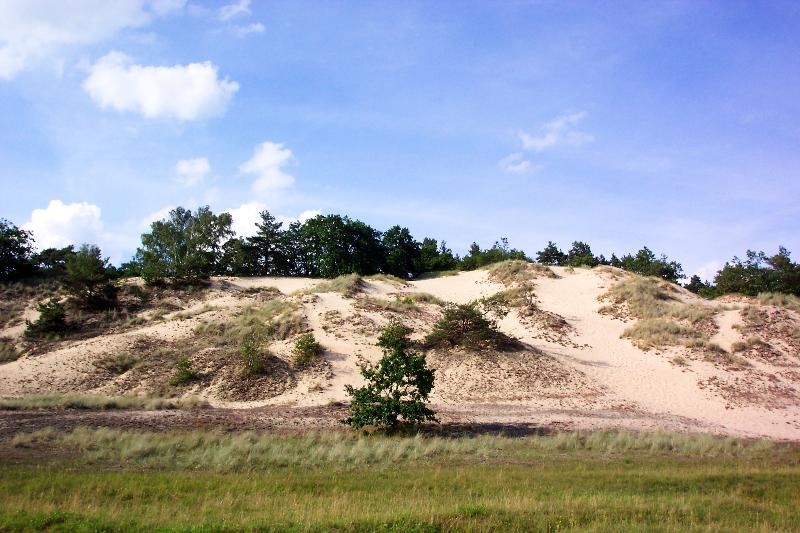
Binnendüne bei Klein Schmölen

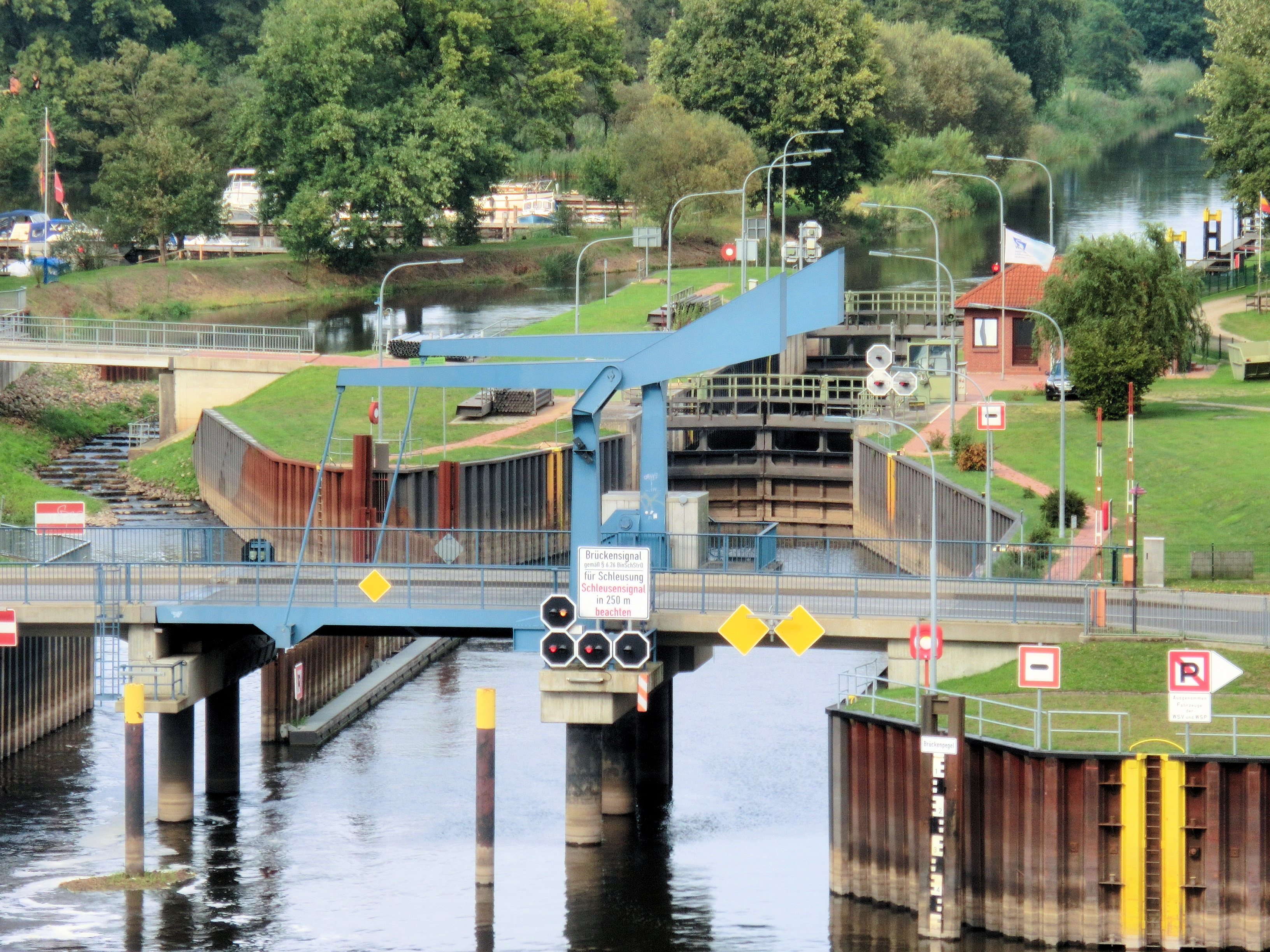
Schleuse der Müritz-Elde-Wasserstraße in Dömitz

Die Stadt Dömitz liegt im Südwesten Mecklenburg-Vorpommerns an der Elbe. Sie ist die südlichste Gemeinde des Landes und liegt im UNESCO-Biosphärenreservat Flusslandschaft Elbe-Mecklenburg-Vorpommern in der Nähe des Dreiländerecks von Mecklenburg-Vorpommern, Niedersachsen und Brandenburg sowie am südlichen Rand der Griesen Gegend. Dömitz ist der Endpunkt der Müritz-Elde-Wasserstraße (MEW), die die Elbe mit der oberen Havel verbindet. Innerhalb des Stadtgebiets überquert der Eldekanal als letztes Teilstück der MEW die kanalisierte und umverlegte Löcknitz. Die Stadt liegt in einer weitgehend naturbelassenen Umgebung. Bemerkenswert ist die Binnenwanderdüne im Ortsteil Klein Schmölen.

### Stadtgliederung
Die Stadt besteht aus folgenden Ortsteilen:
| - Dömitz - Groß Schmölen - Heidhof | - Klein Schmölen - Polz - Rüterberg |

Zudem zählt der Wohnplatz Ausbau bei Klein Schmölen zum Stadtgebiet.

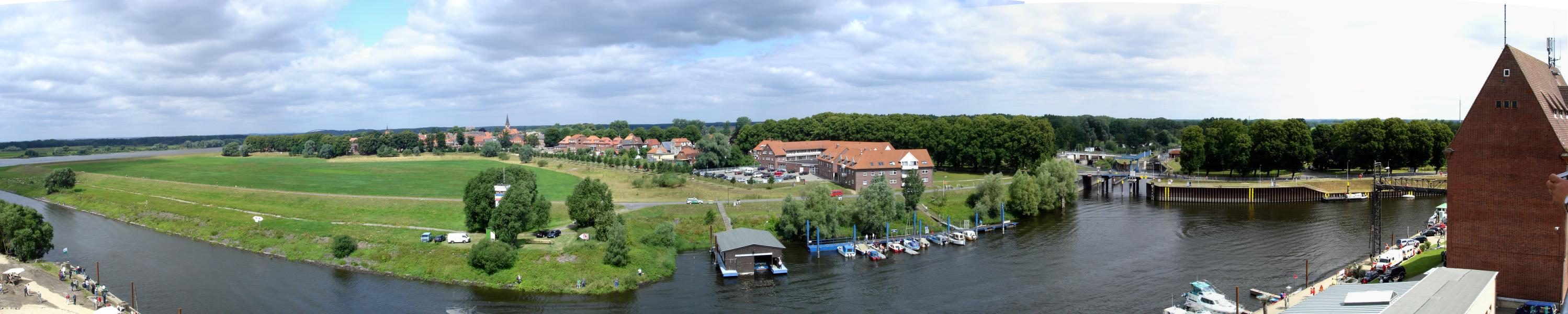
Dömitz vom Hafen aus gesehen

## Geschichte

### Name
Der Name Dömitz stammt vom altpolabischen Domalici und lässt auf erste slawische Siedler schließen. Erst 1230 gibt es eine erste Erwähnung eines Priesters Heinrich von Dömitz.

### Mittelalter

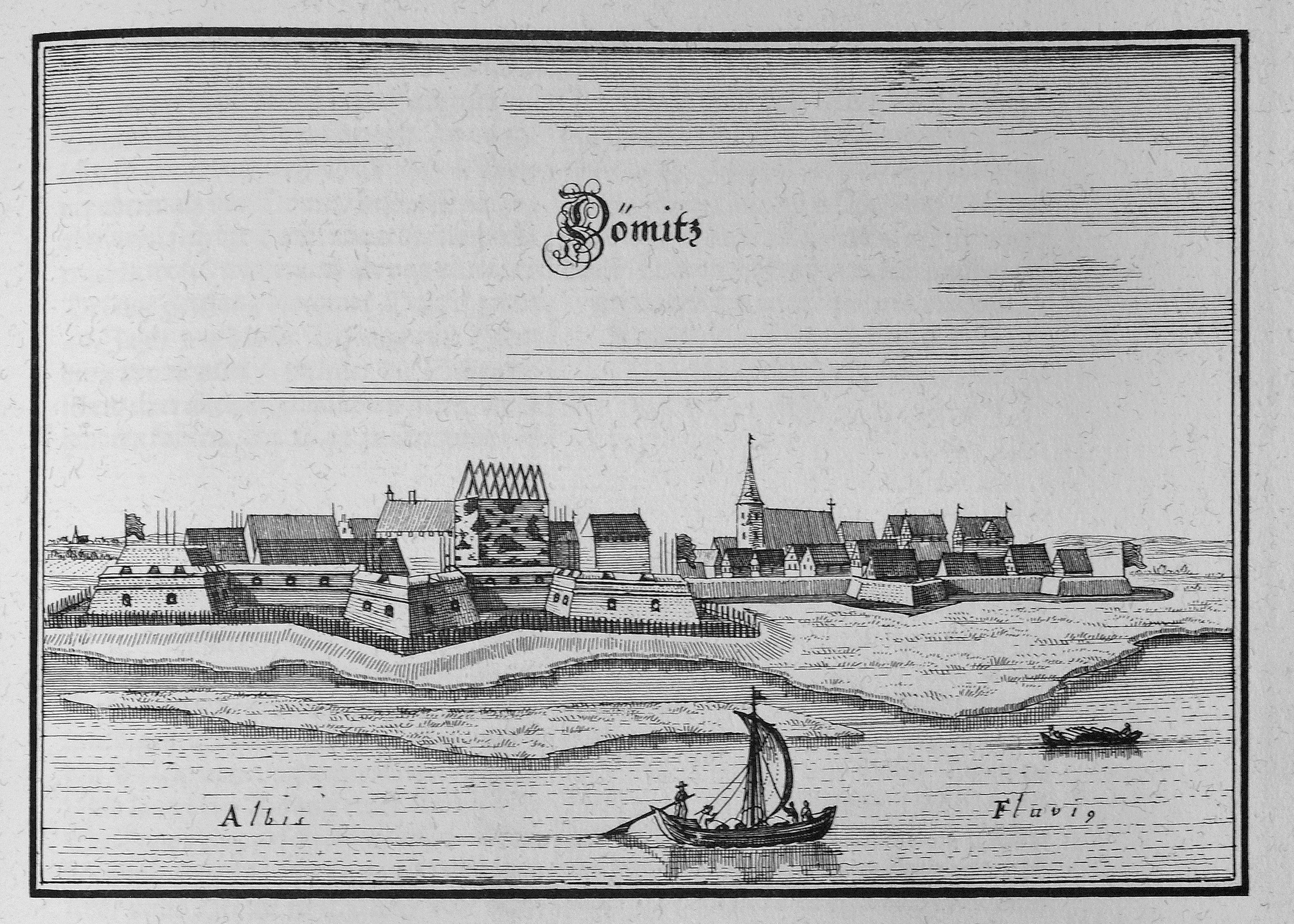
Stadtansicht um 1650

Wegen der häufigen Überschwemmungen durch die Elbe und der schlechten Böden wurde die Gegend erst spät besiedelt. Aus dem Jahr 1235 gibt es Belege für eine westlich des Ortes auf einer Elbinsel gelegene Burg. Ihre kreisrunde Anlage lässt vermuten, dass hier schon eine Befestigung aus slawischer Zeit vorhanden war. 1237 gab es eine Elbzollstelle des Grafen von Dannenberg. Eine erste Erwähnung von Dömitz als Stadt (civitas) existiert aus dem Jahre 1259. Das Stadtrecht wurde von den Grafen von Dannenberg verliehen. Beleg dafür ist eine Urkunde von 1505. Ab 1291 wechselten die Besitzer der Stadt mehrmals, bis Dömitz 1376 endgültig an Mecklenburg fiel. Die Burg wurde wegen der von ihr ausgehenden Raubzüge 1353 gebrochen, bestimmte aber weiterhin die Bedeutung der Stadt. Dömitz wurde eine Landstadt in Mecklenburg und war bis 1918 als Teil der Städte des Mecklenburgischen Kreises auf Landtagen vertreten. Die Landesherren verpfändeten Dömitz 1391 an den Ritter Heinrich von Bülow gen. Grotekop und seine Brüder. 1554 bis 1565 wurde die ehemalige Burg unter Herzog Johann Albrecht I. zur Festung ausgebaut. Wegen oder trotz der Festung litt Dömitz in der Folgezeit mehrfach unter kriegerischen Auseinandersetzungen. So kamen 1620 im Dreißigjährigen Krieg englische Truppen in die Stadt, und 1627 wurde sie von Wallenstein besetzt. Während des weiteren Kriegsverlaufes wurde Dömitz abwechselnd von schwedischen und kaiserlichen Truppen eingenommen.

### 18. bis 19. Jahrhundert

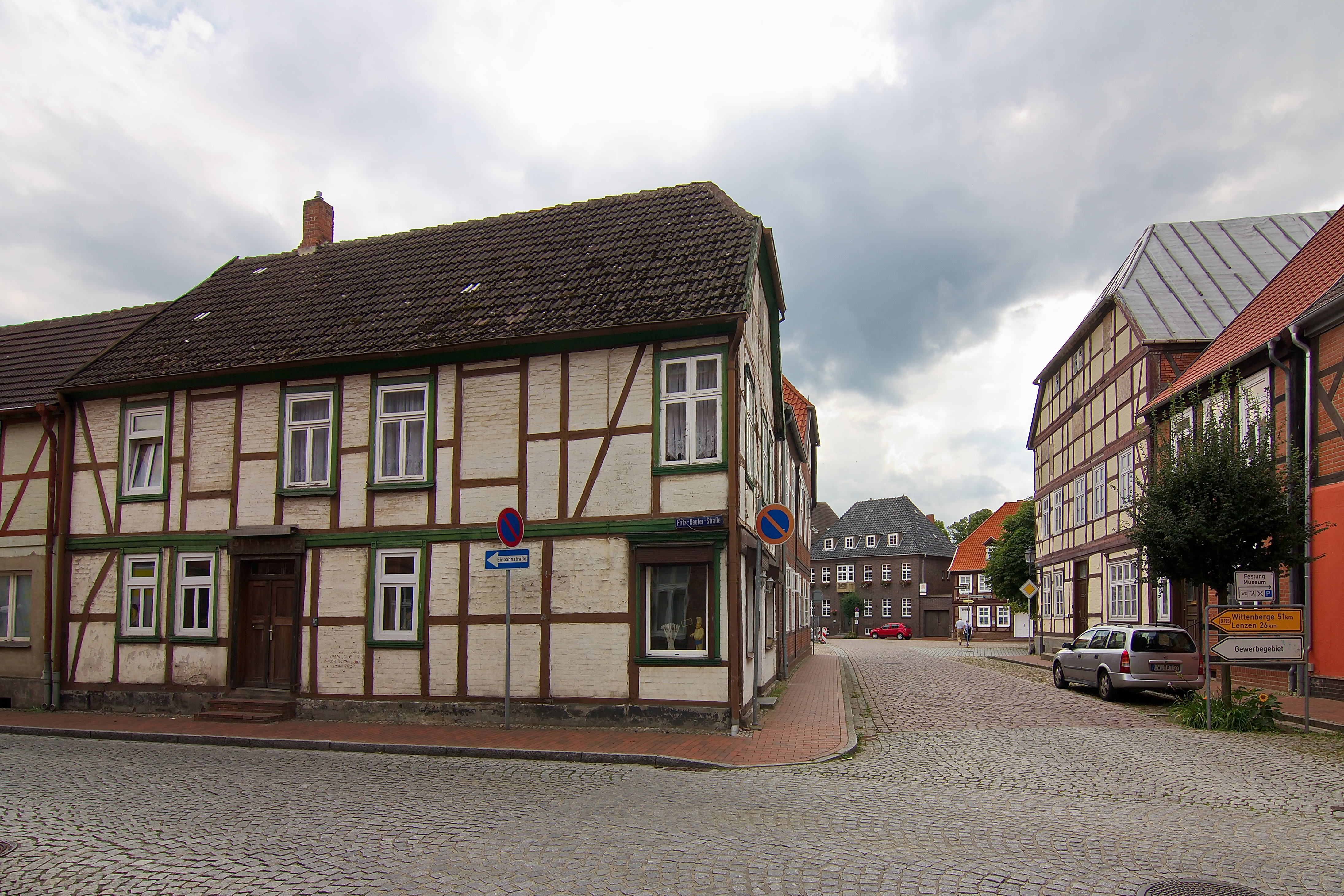
Innenstadt, Torstraße/Ecke Fritz-Reuter-Straße

Im Jahr 1719 verlegte Herzog Karl Leopold, kurz bevor er durch die Reichsexekution das Land verlassen musste, seinen Regierungssitz nach Dömitz. Hier verstarb er nach seiner Rückkehr nach Mecklenburg im Jahr 1747. Danach verloren die Stadt und die Festung an Bedeutung, bis am 15. Mai 1809 Ferdinand von Schill auf seinem Marsch nach Stralsund, verfolgt von holländischen und französischen Truppen, die Festung einnahm. Bei der Einnahme der Festung nach Abzug Schills wurde die Stadt in Brand geschossen. 1813 zog das Lützowsche Korps in Dömitz ein.
1838 bis 1840 verbüßte der Dichter Fritz Reuter hier die letzte Zeit seiner Festungshaft. Er beschrieb diese in seinem Buch Ut mine Festungstid („Aus meiner Festungszeit“).
1870 bis 1872 wurde im Zuge des Eisenbahnbaus zwischen Wittenberge und Lüneburg eine Elbbrücke errichtet. Später folgte der Bau einer Strecke nach Ludwigslust. Dömitz wurde damit Eisenbahnknotenpunkt. 1888 erlitt die Stadt durch ein Elbhochwasser schwere Schäden. 1894 erfolgte die Aufhebung der Festung. Die Bahnstation hieß noch 1939 Festung Dömitz.
Die Sprengstoffwerke Dr. R. Nahnsen & Co. KG (1905 in eine AG umgewandelt) errichtete ab Herbst 1892 ein Werk zur Herstellung von TNT, Pikrinsäure, Tetryl und Nitroglycerin. Das Unternehmen wurde 1912 von der Dynamit AG, vormals Alfred Nobel & Co. (kurz DAG) übernommen. Nach Beginn des Ersten Weltkriegs wurde das Dömitzer Werk zum größten Rüstungsbetrieb Mecklenburgs, und die Mitarbeiterzahl verzehnfachte sich auf 3000. Nach dem Krieg wurde ein Teil stillgelegt; nur das Werk für Sprengkapseln bestand bis 1926.

### Neuere Zeit
Um 1900 hatte sich der Hafen zu einem der wichtigsten Umschlagplätze an der Elbe zwischen Hamburg und Magdeburg entwickelt. Die guten Verkehrsanbindungen führten zu größeren Industrieansiedlungen. Anfang des 20. Jahrhunderts wurde hier die Automarke Foth hergestellt. 1932 übernahm Wilhelm Timmermann von der NSDAP das Amt des Bürgermeisters. 1934 bis 1936 wurde eine Straßenbrücke über die Elbe gebaut, die Dömitz mit Dannenberg verband. 1934 wurde der Stadt Dömitz die Bezeichnung „Festung Dömitz“ verliehen.
Das stillgelegte Sprengstoffwerk wurde im Zuge der Aufrüstung der Wehrmacht Mitte der 1930er Jahre von der „Verwertchemie“, einer Tochterfirma der Dynamit AG, reaktiviert, und 2000 Frauen und Männer aus von der Wehrmacht besetzten Ländern mussten während des Zweiten Weltkrieges dort Zwangsarbeit verrichten. Dazu kamen weitere 400 Frauen, die in einem Außenlager des KZ Neuengamme interniert waren.

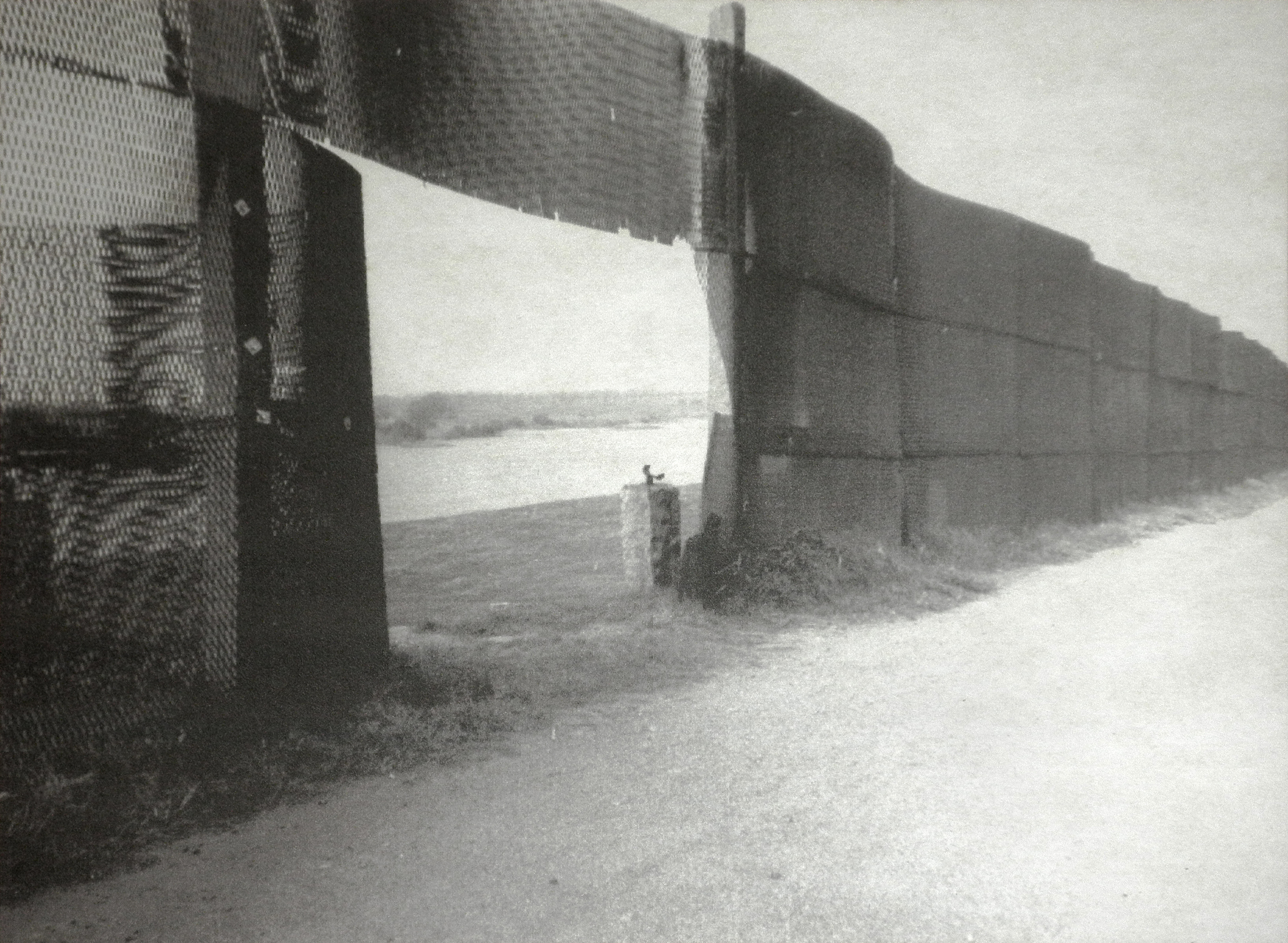
Grenzzaun an der Elbe bei Dömitz (1989)

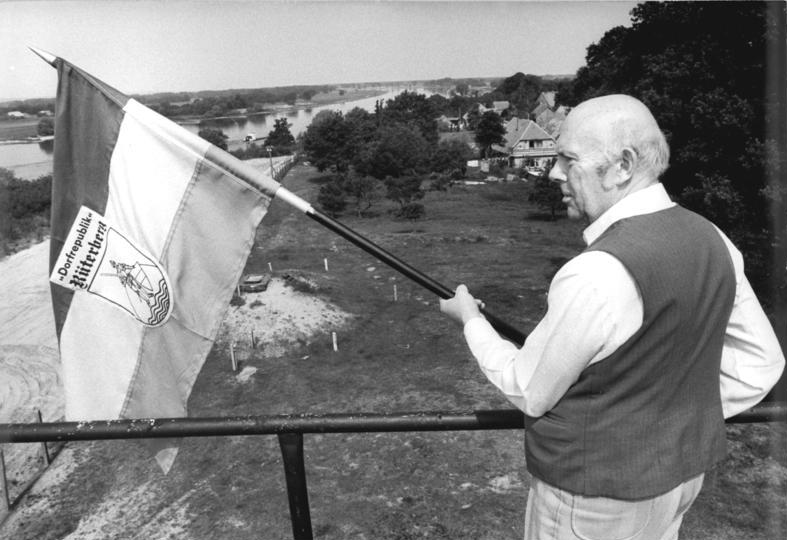
Dorfrepublik Rüterberg

Die Stadt und ihre Umgebung waren gegen Kriegsende mit Flüchtlingen und mit Wehrmachtsoldaten überfüllt, die über die Elbe nach Westen wollten. Am 20. April 1945 zerstörten amerikanische Jagdbomber die Straßen- und die Eisenbahnbrücke. Vom 22. April bis 1. Mai wurde Dömitz dann von US-Artillerie beschossen. Am 2. Mai erfolgte die Übergabe der Stadt an die US-Armee, die schon tags darauf größtenteils durch die Rote Armee abgelöst wurde.
Im Juni 1945 wurden in Dömitz sieben Jugendliche vom NKWD verhaftet und wahrscheinlich im sowjetischen Speziallager Nr. 9 Fünfeichen interniert. Über ihr weiteres Schicksal ist nichts bekannt.
Von 1952 bis 2011 gehörte Dömitz zum Kreis Ludwigslust (bis 1990 im DDR-Bezirk Schwerin, 1990–2011 im Land Mecklenburg-Vorpommern). Seit der Kreisgebietsreform 2011 liegt die Stadt im Landkreis Ludwigslust-Parchim.
Während der Zeit der DDR litt Dömitz unter seiner Lage im Sperrgebiet an der innerdeutschen Grenze. In Dömitz waren mit der Umstrukturierung 1971 zwei Bataillone des Grenzregiments 8 der Grenztruppen stationiert. Erst ab September 1973 wurden einige Restriktionen für die Bevölkerung nach umfangreichem Ausbau der Grenzsicherungsanlagen gelockert und die Stadt durfte ohne Passierschein betreten werden.
Mehrere Industriebetriebe wurden in Dömitz ab 1971 angesiedelt, so der Betriebsteil Dömitz des Kombinats Elektronische Bauelemente Teltow. Aus einem privaten Kleinbetrieb entstand durch Verstaatlichung der VEB Rundstab- und Sportgerätewerk, der u. a. Kinderschlitten herstellte. Bis zur Wende blieb der heutige Ortsteil Rüterberg vom Rest des Landes durch einen zusätzlichen, sonst unüblichen Grenzzaun, abgeschnitten; seine Bewohner riefen aus Protest gegen die Isolierung am 8. November 1989 die "Dorfrepublik Rüterberg" aus.
Nach der politischen Wende wurde 1991/92 eine neue Straßenbrücke über die Elbe errichtet und ab 1991 der historische Stadtkern saniert. Die Festung Dömitz wurde auch nach 1990 nur notdürftig repariert.
Im Juli 1950 wurde die bis dahin eigenständige Gemeinde Klein Schmölen eingegliedert. Am 13. Juni 2004 kamen Heidhof, Polz und Rüterberg hinzu.

## Bevölkerung
| Jahr | Einwohner |
| ---- | --------- |
| 1990 | 3251      |
| 1995 | 2876      |
| 2000 | 2613      |
| 2005 | 3347      |
| 2010 | 3177      |
| 2015 | 3069      |

| Jahr | Einwohner |
| ---- | --------- |
| 2020 | 2990      |
| 2021 | 2991      |
| 2022 | 2981      |
| 2023 | 2967      |

Stand: 31. Dezember des jeweiligen Jahres
Der starke Anstieg der Einwohnerzahl 2005 ist auf die Eingemeindung von drei Orten im Jahr 2004 zurückzuführen.

## Politik

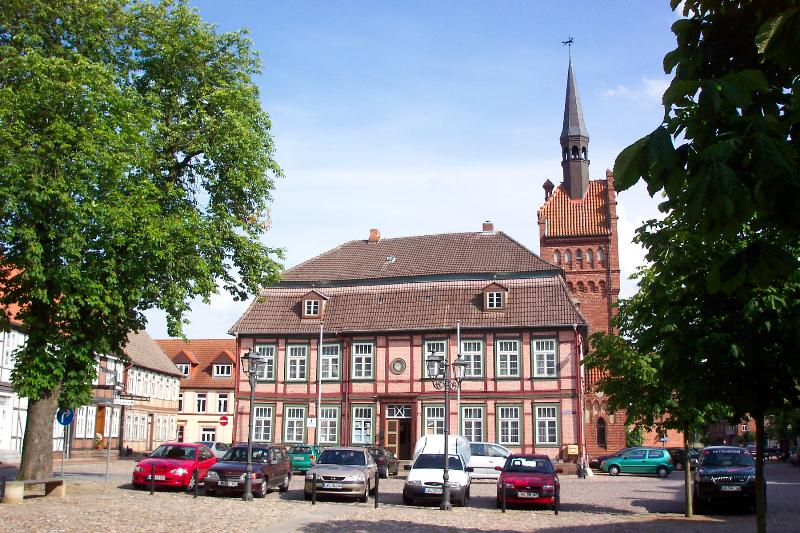
Rathaus

### Stadtvertretung
Die Stadtvertretung von Dömitz besteht aus 12 Mitgliedern. Sie setzt sich seit der Kommunalwahl am 9. Juni 2024 wie folgt zusammen:
| Partei / Wählergruppe                | Stimmenanteil 2019 | Sitze 2019 |  | Stimmenanteil 2024 | Sitze 2024 |
| ------------------------------------ | ------------------ | ---------- |  | ------------------ | ---------- |
| CDU                                  | 30,0 %             | 4          |  | 33,1 %             | 4          |
| Unabhängige Wählergemeinschaft (UWG) | 31,9 %             | 4          |  | 23,9 %             | 3          |
| Freie Wählergemeinschaft Polz (FWP)  | 12,3 %             | 2          |  | 10,5 %             | 1          |
| Heimat und Identität                 | –                  | –          |  | 09,8 %             | 1          |
| Die Linke                            | 11,1 %             | 2          |  | 07,9 %             | 1          |
| Bündnis Elbregion Dömitz             | –                  | –          |  | 06,7 %             | 1          |
| Wählergemeinschaft Miteinander (WGM) | –                  | –          |  | 06,5 %             | 1          |
| Einzelbewerber Michael Porep         | 03,9 %             | 1          |  | 01,5 %             | –          |
| SPD                                  | 04,7 %             | 1          |  | –                  | –          |
| Einzelbewerber Thomas Schwarze       | 03,4 %             | –          |  | –                  | –          |
| Einzelbewerber Egon Weber            | 02,8 %             | –          |  | –                  | –          |
| Insgesamt                            | 100 %              | 14         |  | 100 %              | 12         |

### Bürgermeister
- 1999–2014: Renate Vollbrecht[15]
- 2014–2019: Helmut Bode (CDU)[16]
- 2019–2024: Reinhold Suhrau (Unabhängige Wählergemeinschaft)[17]
- seit 2024: Christian Lochow (CDU)

Lochow wurde in der Bürgermeisterstichwahl am 23. Juni 2024 mit 50,2 Prozent der gültigen Stimmen gewählt. Seine Amtszeit beträgt fünf Jahre.

### Wappen
| Wappen der Stadt Dömitz | Blasonierung: „In Silber ein sechsfach gezinntes rotes Stadttor mit geschlossenen nägelbeschlagenen silbernen Torflügeln, überragt von einem Turm mit einer fünffach gezinnten und beiderseits abgestrebten Platte.“ |
| Wappen der Stadt Dömitz | Wappenbegründung: Das nach dem Siegelbild des ältesten Stadtsiegels – als Abdruck 1297 erstmals mit fast fehlender Umschrift überliefert – gestaltete und im April 1858 in der jetzigen Form festgelegte Wappen zeigt ein Stadttor als typisches Symbol für eine befestigte Stadt. Möglicherweise fand diese Symbolik Aufnahme im Siegel und Wappen unter Bezug auf die die Stadt schützende Burg. Das Wappen wurde am 10. April 1858 vom Großherzog Friedrich Franz II. von Mecklenburg-Schwerin festgelegt, 1996 im Zuge der Flaggengenehmigung neu gezeichnet und unter der Nr. 55 der Wappenrolle des Landes Mecklenburg-Vorpommern registriert. |

### Flagge

Flagge der Stadt Dömitz

Die Flagge wurde von dem Schweriner Heraldiker Heinz Kippnick gestaltet und am 2. August 1996 durch das Ministerium des Innern genehmigt.
Die Flagge ist Rot - Weiß (1:1) längs gestreift. In der Mitte des Flaggentuchs liegt, auf jeweils zwei Drittel der Höhe des roten und des weißen Streifens übergreifend, das Stadtwappen. Die Höhe des Flaggentuchs verhält sich zur Länge wie 3:5.

### Dienstsiegel
Das Dienstsiegel zeigt das Wappen der Stadt mit der Umschrift STADT DÖMITZ.

## Sehenswürdigkeiten und Kultur

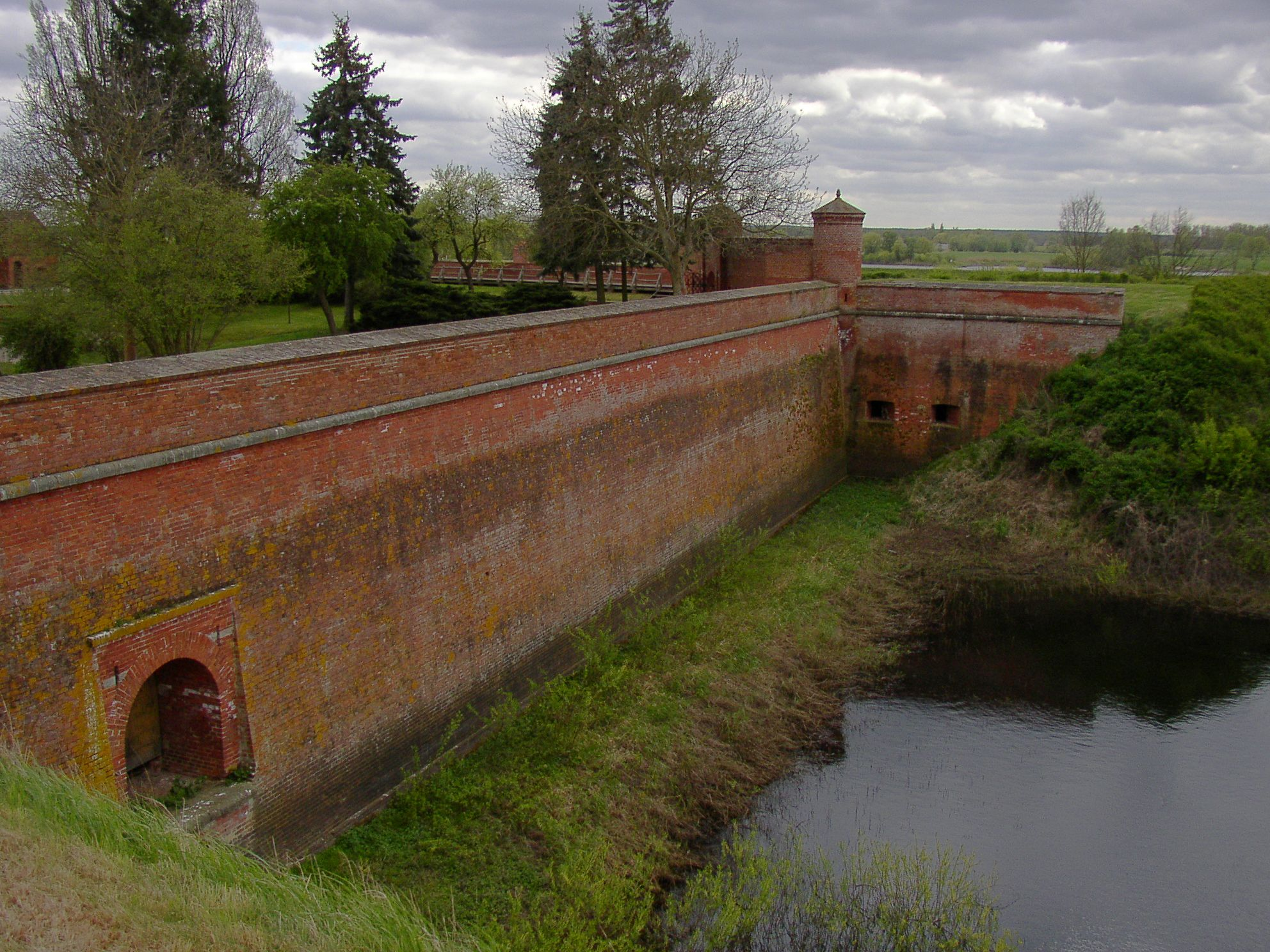
Festungsmauer

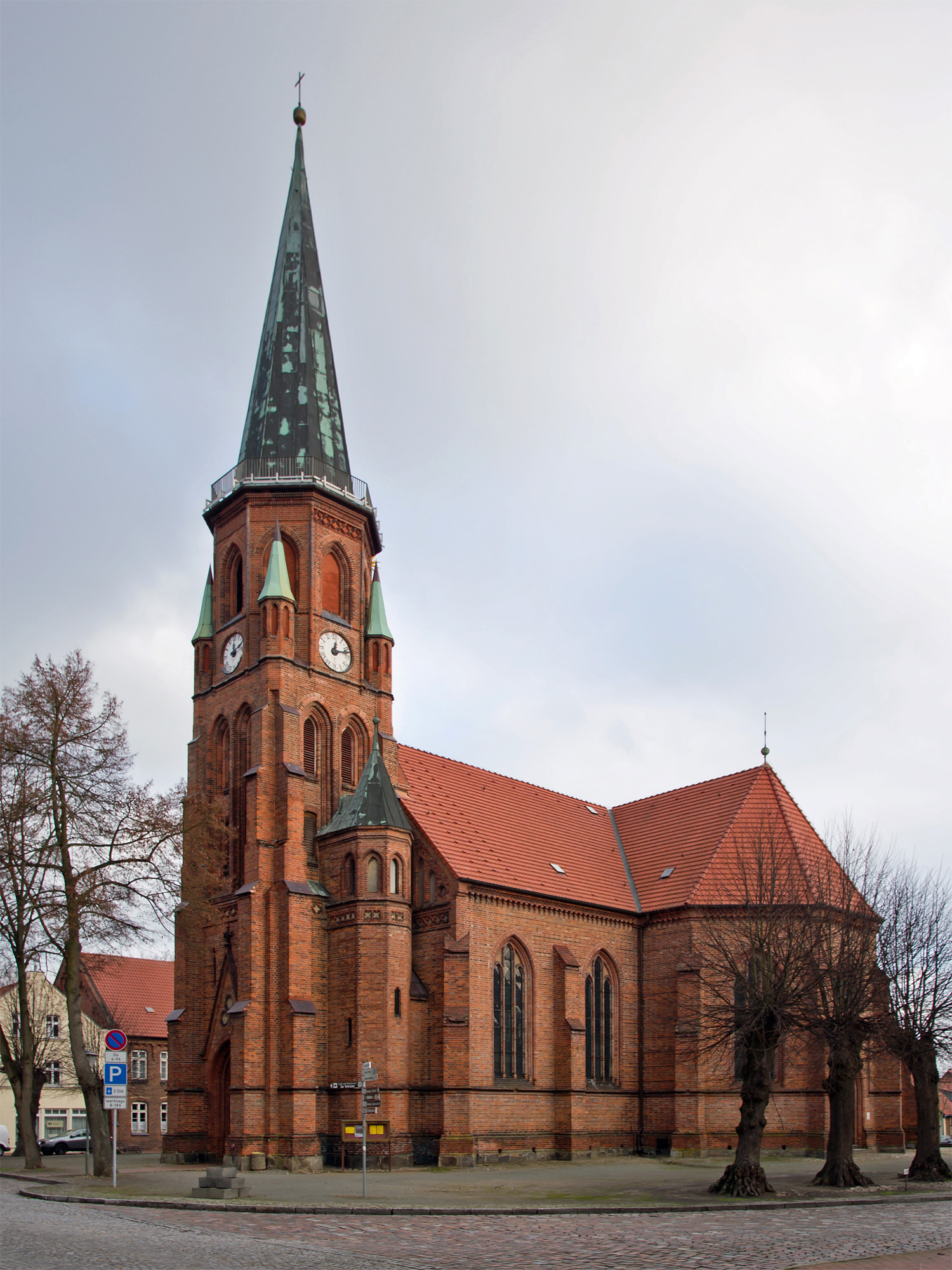
Johanneskirche

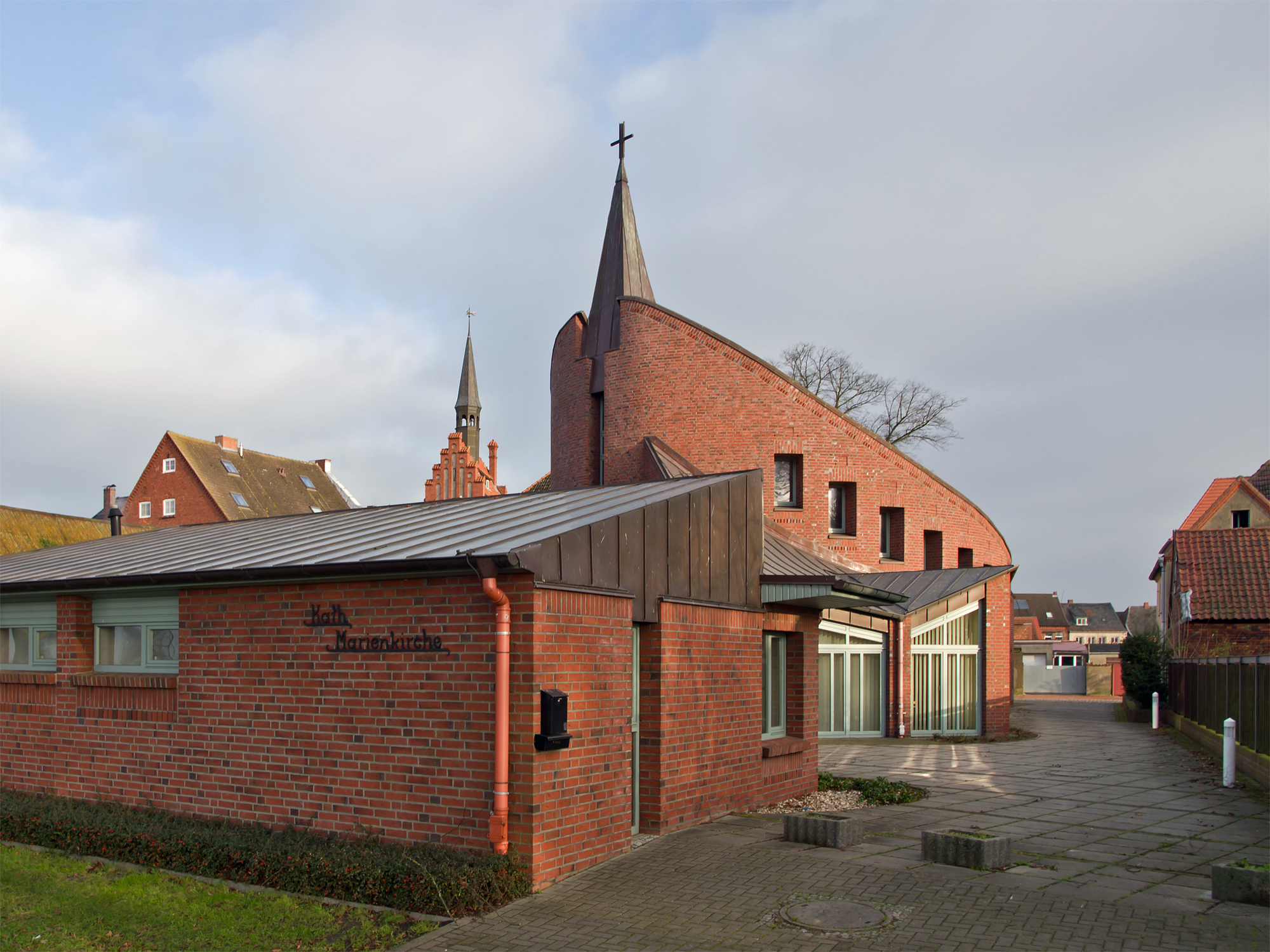
Katholische Kirche, 2025 profaniert

→ Siehe auch Liste der Baudenkmale in Dömitz

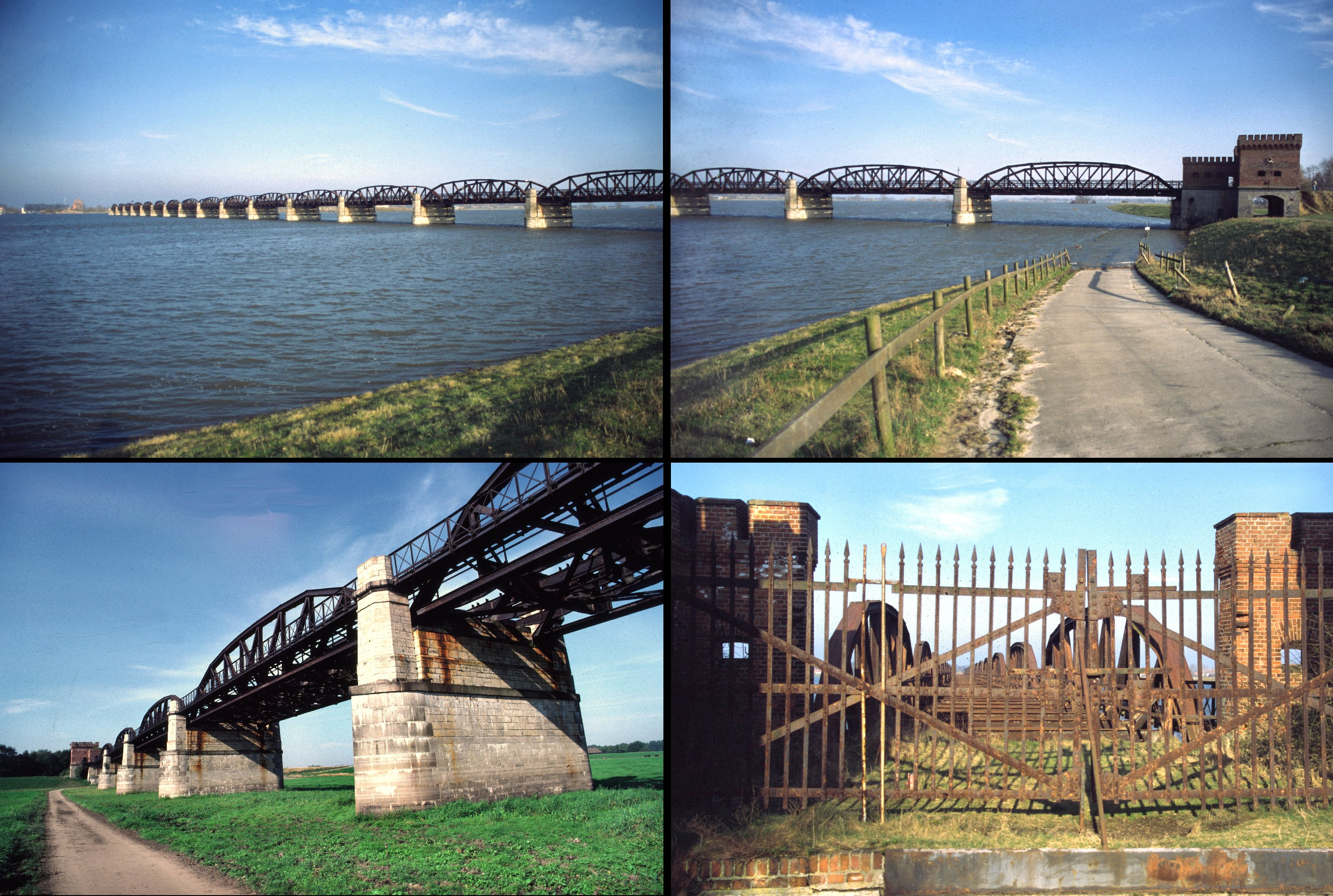
Ruine der Dömitzer Eisenbahnbrücke (um 1990)

### Bauwerke
Die Altstadt in Nachbarschaft zur Festung und zur Elbe bietet ein geschlossenes Stadtbild mit zahlreichen Fachwerkhäusern.
- Festung Dömitz, Flachlandfestung aus dem 16. Jahrhundert, zwischen 1559 und 1565 zu Zeiten des mecklenburgischen Herzogs Johann Albrecht I. erbaut, um die Südwestgrenze Mecklenburgs und die Übergänge über die Elbe zu sichern. Die Festung ist in Form eines Fünfecks angelegt und mit Bastionen und Kasemattengewölben versehen. Sie beherbergt seit 1953 ein Museum zur Region und Stadt und steht seit 1975 unter Denkmalschutz.
- Zweigeschossiges Rathaus von 1820 in Fachwerkbauweise mit einem Mansarddach
- Eisenbahnbrücke Dömitz, 1870 bis 1873 für die Wendlandbahn der Berlin-Hamburger Bahn errichtet und bis zum Zweiten Weltkrieg befahren. Nach ihrer Zerstörung am 20. April 1945 wurde sie nicht wieder aufgebaut, da die Elbe hier Teil der innerdeutschen Grenze war. Die Abbildung zeigt die erhaltenen Reste auf der Dömitz gegenüberliegenden Elbseite.
- Johanneskirche, neugotische Hallenkirche mit kreuzförmigem Zeltdach, von 1869 bis 1872 aus Backstein errichtet

Fachwerkhäuser
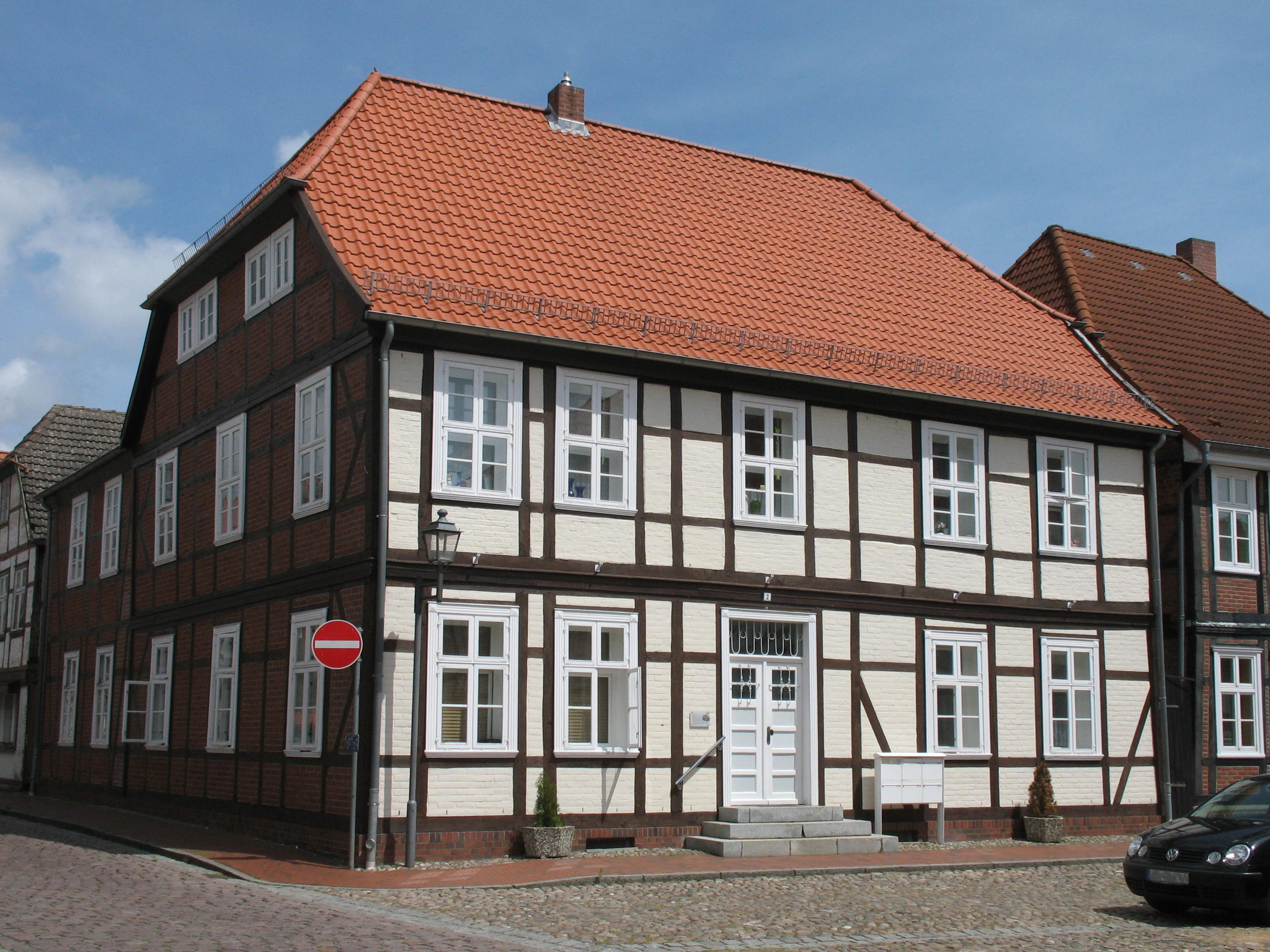
Rathausplatz 2
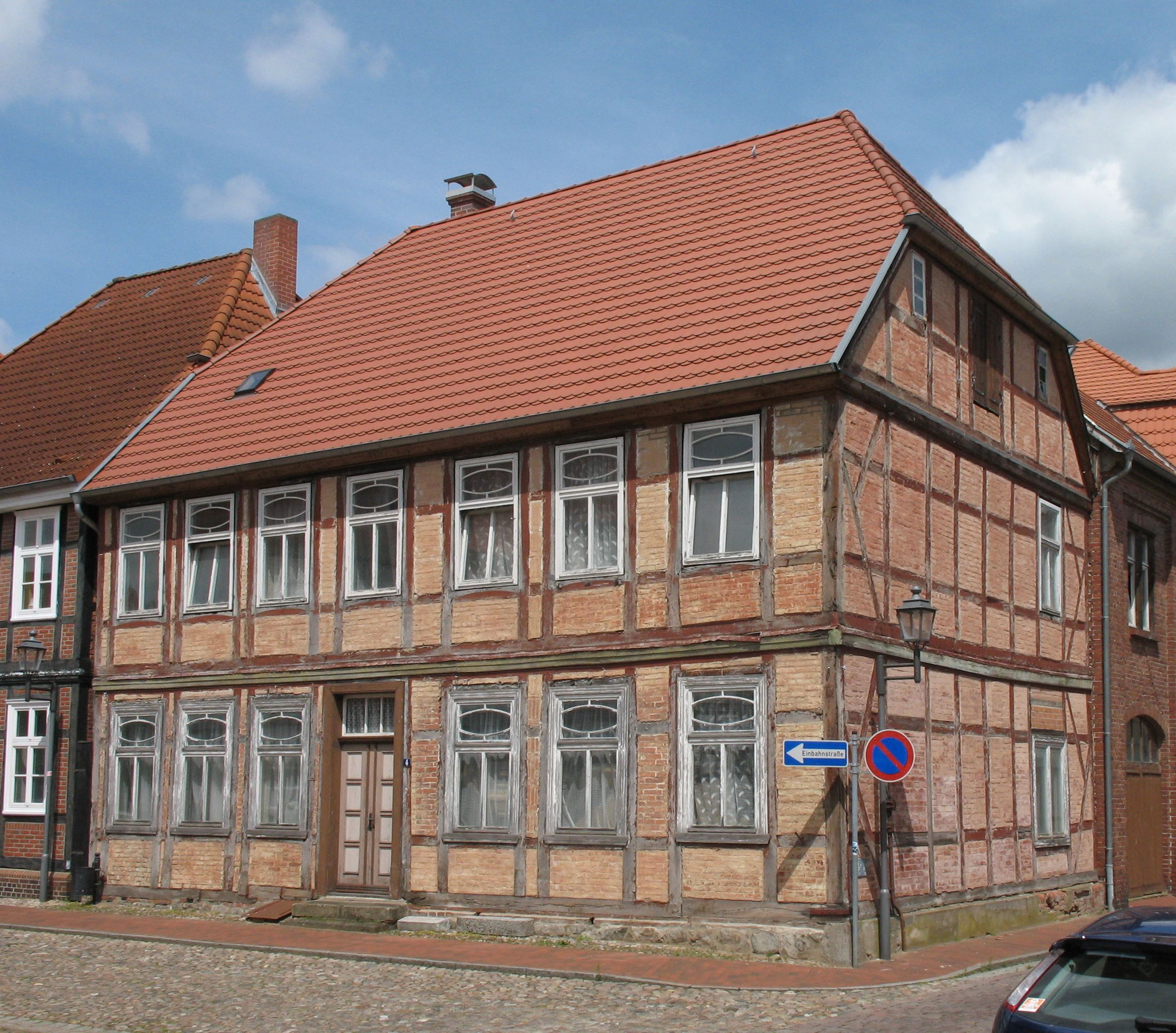
Rathausplatz 4
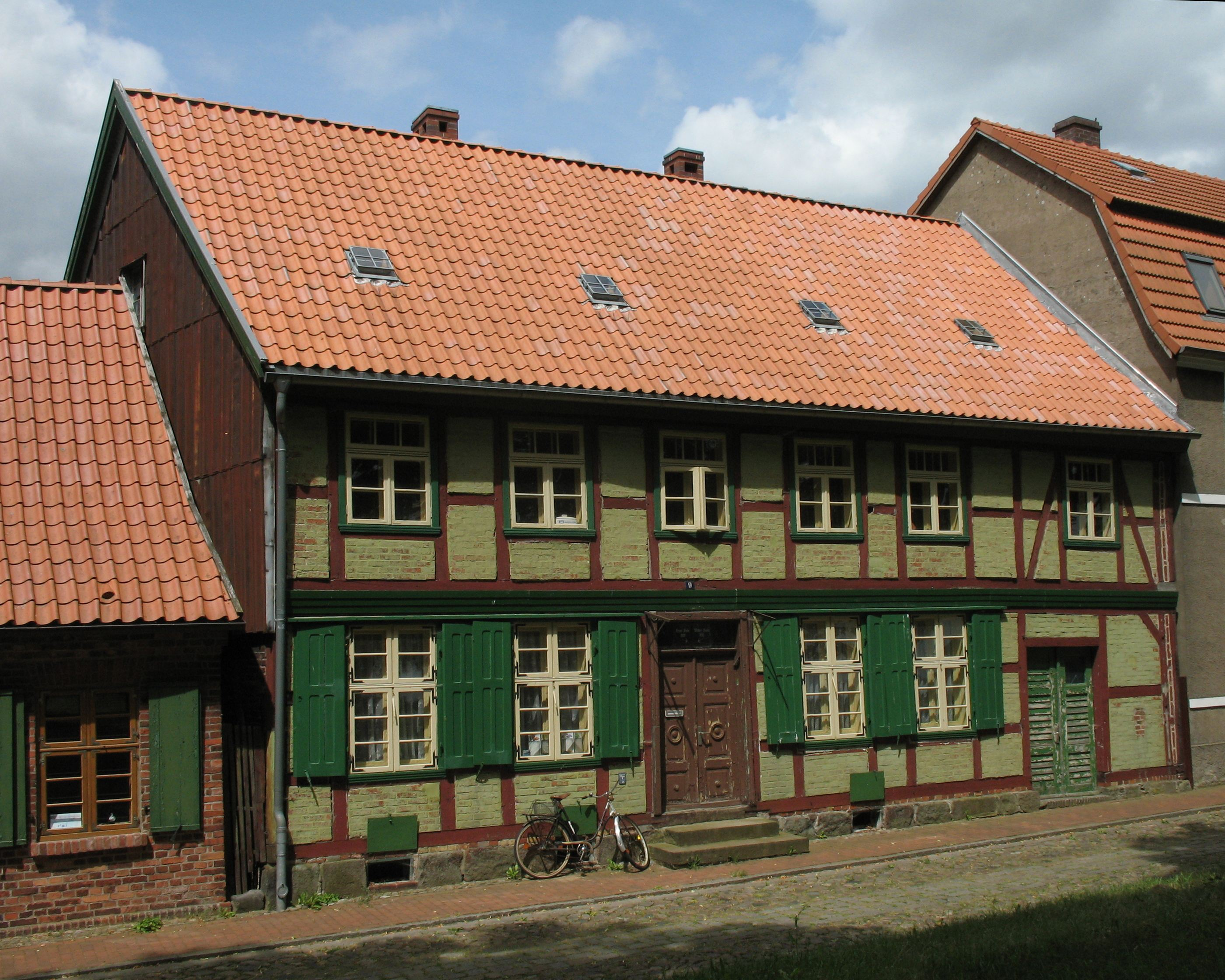
Am Wall 9
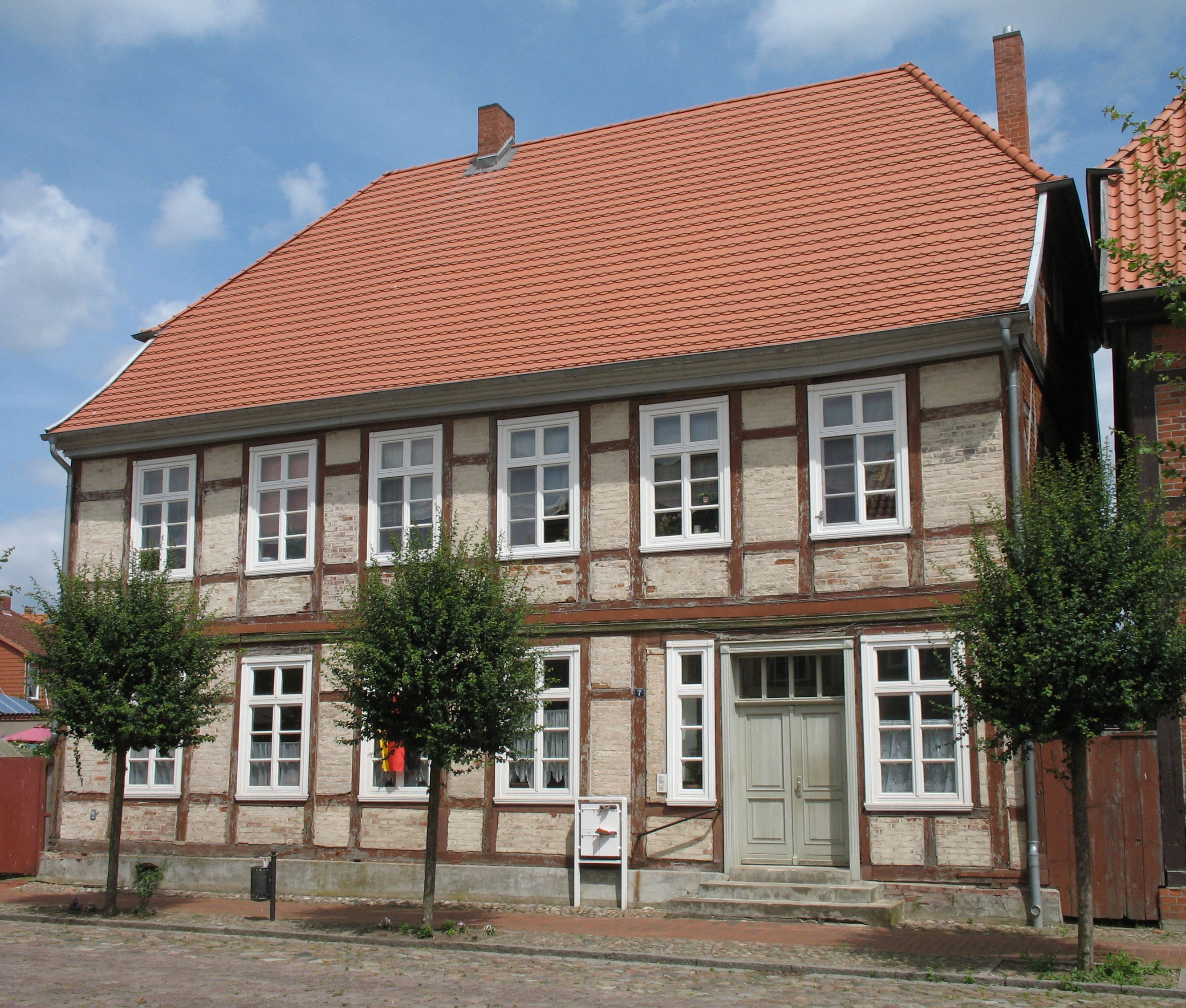
Elbstraße 7
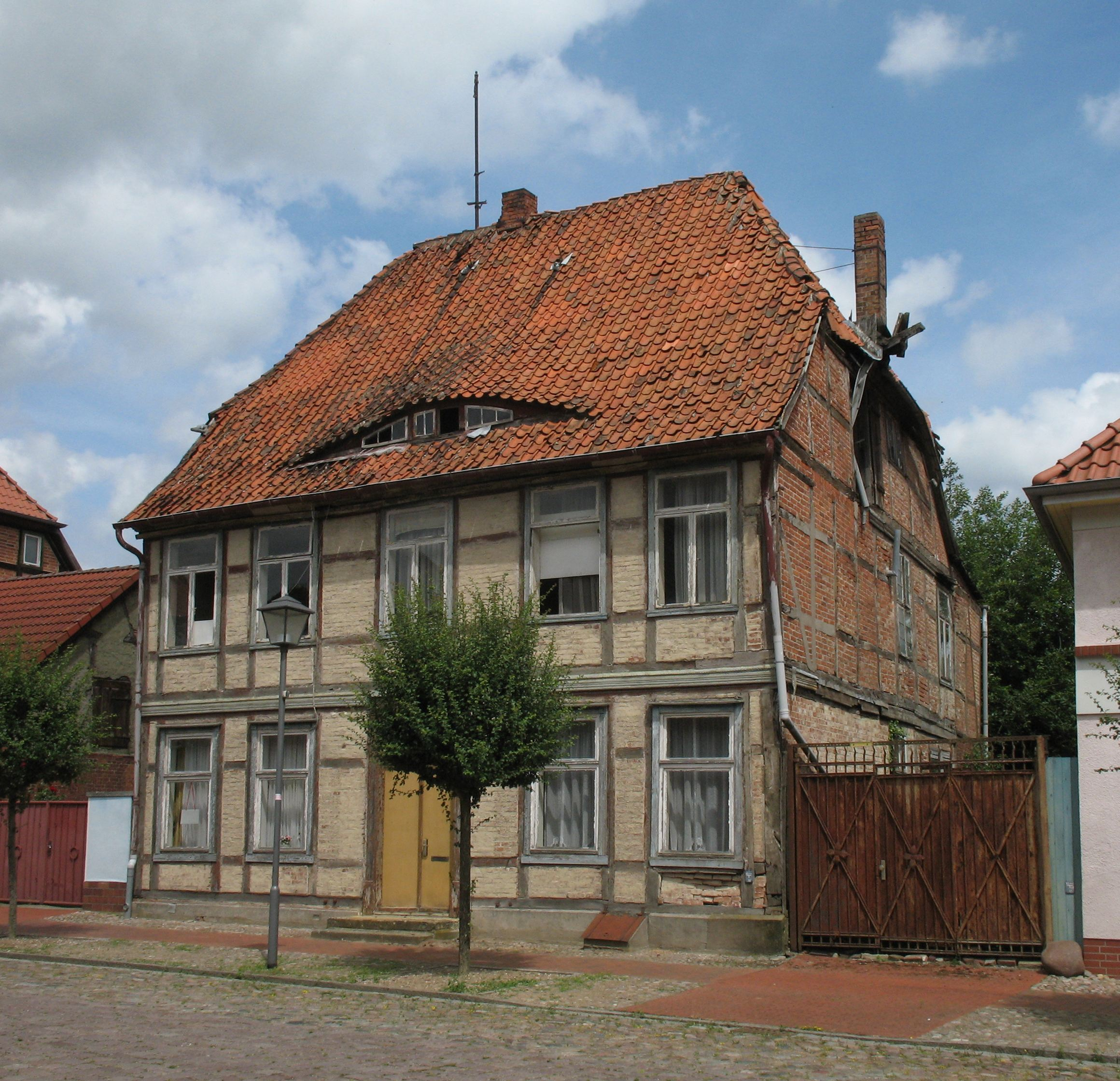
Elbstraße 13
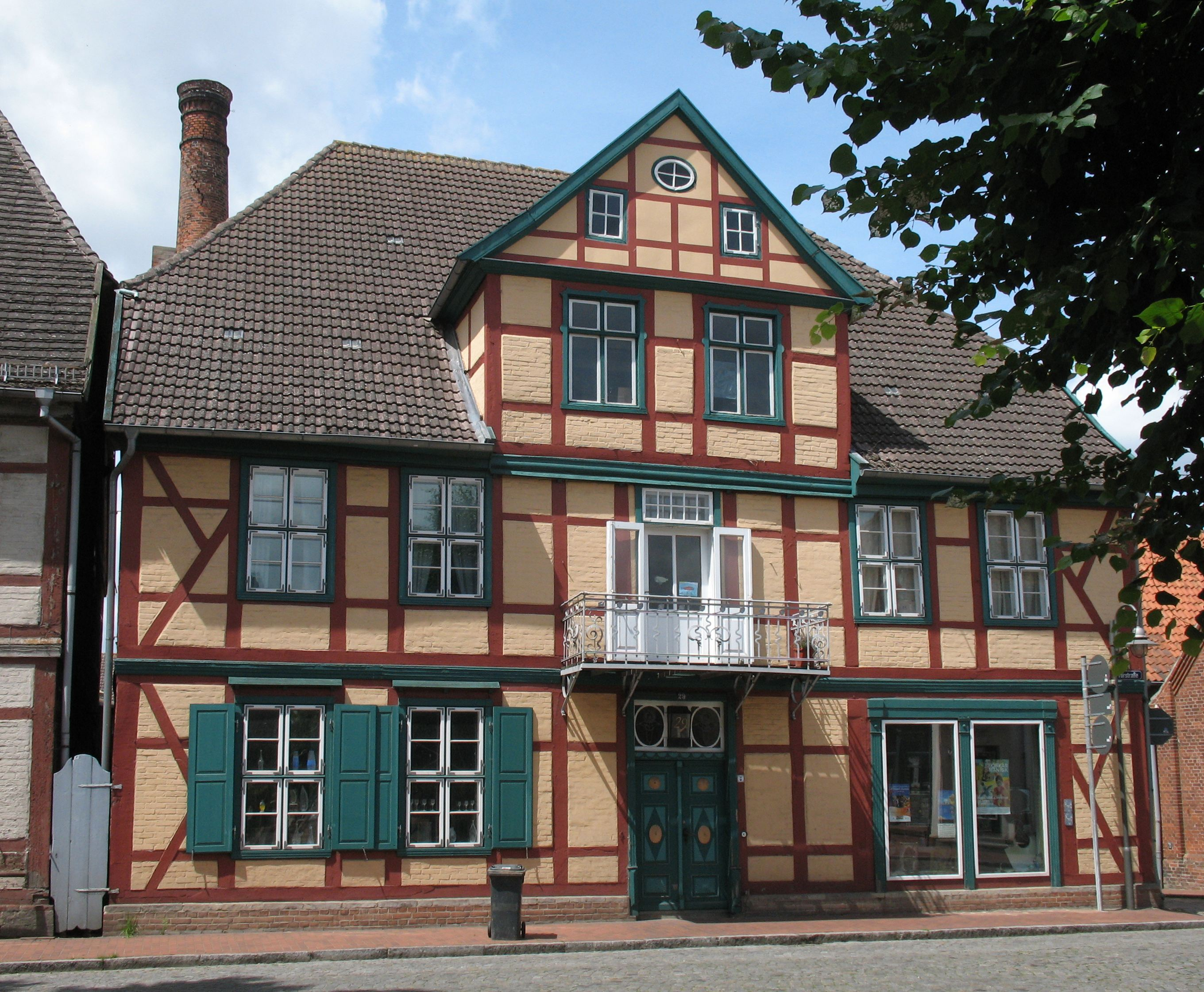
Torstraße 29

### Geschichtsdenkmale
- Jüdischer Friedhof mit Gedenkstein
- VVN-Gedenktafel von 1950 in der Goethestraße 25 für Anna Wolfenstein, die letzte jüdische Einwohnerin von Dömitz, die 1942 von der Gestapo in das KZ Theresienstadt deportiert wurde und dort ums Leben kam
- Gedenkstein von 1949 auf dem Slüterplatz (zu DDR-Zeiten Ernst-Thälmann-Platz) für den 1944 im KZ Buchenwald ermordeten kommunistischen Politiker Ernst Thälmann.

## Wirtschaft und Infrastruktur

### Verkehr

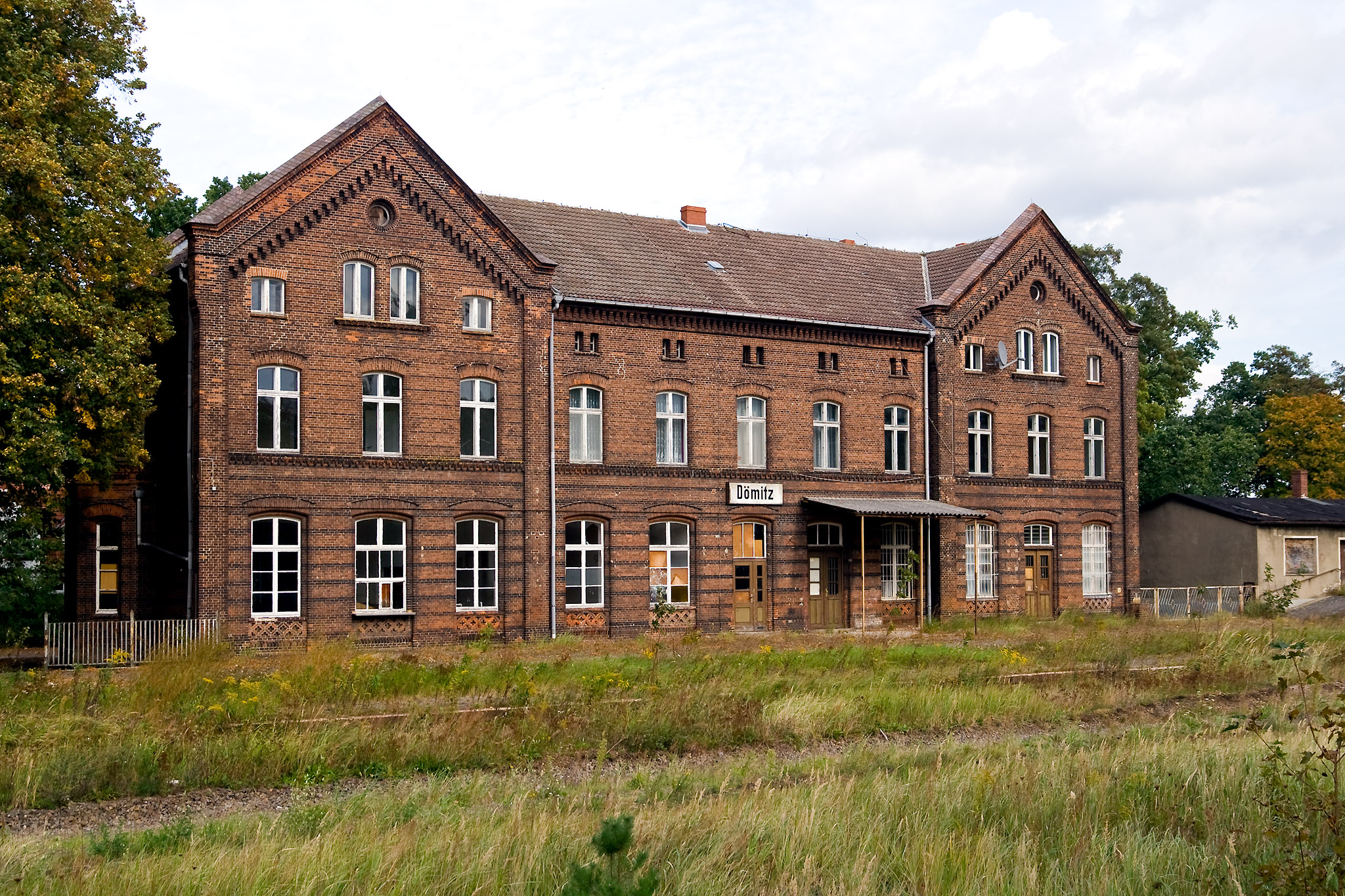
Bahnhofsgebäude Dömitz (2007); nach einem Brand 2011 verfiel das Gebäude zusehends und sollte 2022 abgerissen werden

Durch Dömitz führen die Bundesstraßen B 191 (Ludwigslust–Dannenberg) und B 195 (Boizenburg–Wittenberge). Westlich der Stadt liegt die Straßenbrücke Dömitz, auf der die B 191 die Elbe überquert; es ist die einzige Brücke zwischen Lauenburg und Wittenberge.
Im April 1945 wurde die Eisenbahnbrücke über die Elbe an der Bahnstrecke Wittenberge–Buchholz durch einen Luftangriff zerstört und damit die Verbindung zwischen den Knotenpunkten Uelzen und Ludwigslust unterbrochen. Ab diesem Zeitpunkt war der Bahnhof Dömitz lediglich noch Endpunkt der Verbindung nach Ludwigslust. Völlig eingestellt wurde der Personenverkehr auf dieser Stichstrecke im Mai 2000. Die nächsten Bahnhöfe liegen jetzt im 14 Kilometer entfernten niedersächsischen Dannenberg und im 34 Kilometer entfernten Ludwigslust.
Der Elberadweg und der Elbe-Oderhaff-Radweg führen durch Dömitz.

### Bildung
- Gymnasiales Schulzentrum „Fritz Reuter“ mit Grundschule, Förderschule, Produktivem Lernen, Regionaler Schule und Gymnasium[23] Dort findet auch Sprachunterricht in Niederdeutsch (Platt) statt.[24]

### Sport
Der Dömitzer SV 06 bietet Fußball, Sportgymnastik, Tischtennis und Volleyball an. Die Fußballmannschaft spielt in der Saison 2024/25 in der Kreisliga Westmecklenburg West.

## Persönlichkeiten

### Söhne und Töchter der Stadt
- Joachim Slüter (um 1490–1532), Geistlicher und Reformator
- Heinrich Carl Meinig (1736–1812), hanseatischer Gesandter in Kopenhagen
- Friedrich Plener (1798–1864), Eisenbahn- und Wasserbauingenieur
- Karl von Waldow und Reitzenstein (1818–1888), Politiker (Konservative Partei)
- Ludwig Kreutzer (1833–1902), Schriftsteller
- Paul Bard (1839–1927), evangelisch-lutherischer Geistlicher
- Hermann Koch (1856–1939), Maler
- Johannes von Karpf (1867–1941), Konteradmiral
- August Schlettwein (1868–1916), Verwaltungsjurist
- Adolf Schlettwein (1872–1939), Staatsbeamter
- Gustav Spangenberg (1884–1972), Jurist und Oberkirchenratspräsident
- Karl Müller (1896–1966), Politiker (Deutsche Partei)
- Paul Reichert (1902–1978), Politiker, Landtagsabgeordneter (Deutsche Demokratische Partei, CDU)
- Arthur Lange (1906–1972), Widerstandskämpfer gegen den Nationalsozialismus
- Hans Sixtus (1907–1975), Brauereimanager und Verbandsfunktionär
- Dietrich Spangenberg (1922–1990), Politiker (SPD)
- Ilse-Maria Dorfstecher (1932–2020), Galeristin und Kuratorin
- Hartmut Brun (* 1950), Publizist und Literaturforscher
- Henry Gawlick (* 1958), Museumsdirektor

### Mit Dömitz verbundene Persönlichkeiten
- Joachim Christoph Janisch (1747–1808), Stadthauptmann und Ratsherr in Dömitz
- Fritz Reuter (1810–1874), Schriftsteller, auf der Festung Dömitz inhaftiert
- Johann Heinrich Runge (1811–1885), Orgelbauer, errichtete die Orgel in der Johanneskirche
- Adolf Heinrich Friedrich Schwarz (1812–nach 1859), Arzt in Dömitz
- Eduard Paschen (1815–1910), Arzt in Dömitz
- Theodor Krüger (1818–1885), Architekt, Erbauer der Johanneskirche
- Hans Werner Ohse (1898–1991), Pfarrer in Dömitz
- Otto Karsten (1899–1967), Politiker (CDU), lebte in Dömitz
- Georg Thomalla (1915–1999), Schauspieler, debütierte in Dömitz
- Heinz Kägebein (1924–2018), Heimatforscher, Lehrer in Dömitz